# Segunda Liga 2023-2024
La Liga Portugal 2 2023-2024 è stata la trentaquattresima stagione della seconda lega del calcio portoghese e la terza stagione con l'attuale denominazione "LigaPro". In questa divisione competono in totale 18 squadre, di cui 2 squadre di riserva delle squadre Primeira Liga.

## Stagione

### Novità
Al termine della Segunda Liga 2022-2023 sono state promosse in Primeira Liga la Moreirense, la Farense e l'Estrela da Amadora.
Dalla Primeira Liga 2022-2023 sono retrocessi il Marítimo, il Paços de Ferreira e il Santa Clara. Dal Campeonato de Portugal 2022-2023 sono stati promossi l'União Leiria il Belenenses e il Länk Vilaverdense. Il Vilafranquense SAD, a causa di controversie con il club, ha trasferito la sua squadra allo stadio del Desportivo das Aves 1930. Tuttavia, non si tratta di una fusione, poiché l'Aves non avrà alcuna partecipazione al SAD né alla gestione della squadra. Il SAD di Vilafranquense cambierà nome per adattarsi alla nuova sede e il club (U.D. Vilafranquense) formerà una nuova squadra nelle divisioni regionali di Lisbona.

### Formula
Le 18 squadre partecipanti si affrontano in un girone di andata e ritorno, per un totale di 34 giornate.
Le prime due classificate sono promosse in Primeira Liga.
Le squadre classificate agli ultimi due posti (17º e 18º posto) sono retrocesse nel Terceira Liga.
Al campionato possono partecipare le squadre riserve, ma non possono essere promosse in Primeira Liga. Se una squadra riserva si classifica ai primi due posti, la squadra classificatasi subito dopo beneficia della promozione diretta. Se la prima squadra retrocede in Segunda Liga, la squadra riserva viene retrocessa indipendentemente dalla posizione in classifica. In quest'ultimo caso, se la squadra riserva non era nelle ultime due posizioni, la squadra meglio piazzata nella zona retrocessione mantiene la categoria. Al campionato partecipano 18 squadre, di cui 14 della Segunda Liga 2022-2023, 2 squadre retrocesse dalla Primeira Liga 2022-2023 e 2 promosse dalla Terceira Liga 2023-2024.

## Squadre partecipanti
| Club              | Città                | Stadio                        | Posizione 2022-2023                                 |
| ----------------- | -------------------- | ----------------------------- | --------------------------------------------------- |
| Académico Viseu   | Viseu                | Estádio do Fontelo            | 4º posto in Segunda Liga                            |
| AVS               | Vila das Aves        | Estádio do Clube Desportivo   | (ripescato)                                         |
| Benfica B         | Lisbona              | Futebol Campus                | 13º posto in Segunda Liga                           |
| Belenenses        | Lisbona              | Estádio do Restelo            | 2º posto in Terceira Liga (promosso)                |
| Feirense          | Santa Maria da Feira | Estádio Marcolino de Castro   | 8º posto in Segunda Liga                            |
| Länk Vilaverdense | Vila Verde           | Campo Cruz do Reguengo        | 3º posto in Terceira Liga (promosso dopo spareggio) |
| Leixões           | Matosinhos           | Estádio do Mar                | 15º posto in Segunda Liga                           |
| Mafra             | Mafra                | Municipal de Mafra            | 6º posto in Segunda Liga                            |
| Marítimo          | Funchal              | Estádio do Marítimo           | 16º posto in Primeira Liga (retrocesso)             |
| Nacional          | Funchal              | Estádio da Madeira            | 13º posto in Segunda Liga                           |
| Oliveirense       | Oliveira de Azeméis  | Estádio Carlos Osório         | 10º posto in Segunda Liga                           |
| Paços de Ferreira | Paços de Ferreira    | Estádio da Capital do Móvel   | 17º posto in Primeira Liga (retrocesso)             |
| Penafiel          | Penafiel             | Estádio Municipal 25 de Abril | 12º posto in Segunda Liga                           |
| Porto B           | Porto                | Estádio Dr. Jorge Sampaio     | 5º posto in Segunda Liga                            |
| Santa Clara       | Ponta Delgada        | Stadio di São Miguel          | 18º posto in Primeira Liga (retrocesso)             |
| Tondela           | Tondela              | Stadio João Cardoso           | 11º posto in Segunda Liga                           |
| Torreense         | Torres Vedras        | Manuel Marques                | 9º posto in Segunda Liga                            |
| União Leiria      | Leiria               | Magalhães Pessoa              | 1º posto in Terceira Liga (promosso)                |

## Classifica finale
Aggiornata al 19 maggio 2024.
|  | Pos. | Squadra                | Pt | G  | V  | N  | P  | GF | GS | DR  |
|  | ---- | ---------------------- | -- | -- | -- | -- | -- | -- | -- | --- |
|  | 1.   | Santa Clara            | 73 | 34 | 21 | 10 | 3  | 48 | 19 | +29 |
|  | 2.   | Nacional               | 71 | 34 | 21 | 8  | 5  | 66 | 35 | +31 |
|  | 3.   | AVS                    | 64 | 34 | 20 | 4  | 10 | 50 | 34 | +16 |
|  | 4.   | Marítimo               | 64 | 34 | 18 | 10 | 6  | 52 | 29 | +23 |
|  | 5.   | Paços Ferreira         | 52 | 34 | 14 | 10 | 10 | 42 | 35 | +7  |
|  | 6.   | Tondela                | 49 | 34 | 12 | 13 | 9  | 46 | 43 | +3  |
|  | 7.   | Torreense              | 48 | 34 | 13 | 9  | 12 | 40 | 37 | +3  |
|  | 8.   | Benfica B              | 45 | 34 | 12 | 9  | 13 | 48 | 48 | 0   |
|  | 9.   | Mafra                  | 44 | 34 | 11 | 11 | 12 | 40 | 42 | -2  |
|  | 10.  | Porto B                | 44 | 34 | 12 | 8  | 14 | 51 | 51 | 0   |
|  | 11.  | Académico de Viseu     | 43 | 34 | 9  | 16 | 9  | 36 | 38 | -2  |
|  | 12.  | União Leiria           | 42 | 34 | 11 | 9  | 14 | 44 | 40 | +4  |
|  | 13.  | Penafiel               | 39 | 34 | 11 | 6  | 17 | 31 | 39 | -8  |
|  | 14.  | Leixões                | 37 | 34 | 7  | 16 | 11 | 29 | 38 | -9  |
|  | 15.  | Oliveirense            | 34 | 34 | 8  | 10 | 16 | 37 | 54 | -17 |
|  | 16.  | Feirense               | 31 | 34 | 8  | 7  | 19 | 31 | 49 | -18 |
|  | 17.  | Länk Vilaverdense (-1) | 27 | 34 | 8  | 4  | 22 | 30 | 59 | -29 |
|  | 18.  | Belenenses             | 26 | 34 | 6  | 8  | 20 | 28 | 59 | -31 |

Legenda:

       Ammesse alla Primeira Liga 2023-2024

 Ammessa ai play-off o ai play-out.
       Retrocesse in Terceira Liga 2023-2024

Tre punti a vittoria, uno a pareggio, zero a sconfitta.
La classifica viene stilata secondo i seguenti criteri:
- Punti conquistati
- Punti conquistati negli scontri diretti
- Differenza reti negli scontri diretti
- Reti realizzate in trasferta negli scontri diretti
- Differenza reti generale
- Partite vinte
- Reti totali realizzate
- Spareggio

Note:
Il Lank Vilaverdense ha scontato 1 punto di penalizzazione per irregolarità finanziarie.

## Spareggi

### Spareggio promozione
Allo spareggio sono ammesse la sedicesima classificata in Primeira Liga e la terza classificata in Segunda Liga.
| Squadra 1                      | Totale | Squadra 2 | Andata | Ritorno |
| ------------------------------ | ------ | --------- | ------ | ------- |
| 25 maggio 2024 / 2 giugno 2024 |        |           |        |         |
| Portimonense                   | 2 - 4  | AVS       | 1 - 2  | 1 - 2   |

### Spareggio retrocessione
Allo spareggio sono ammesse la sedicesima classificata in Segunda Liga, che disputa la gara di ritorno in casa, e la terza classificata in Terceira Liga 2023-24.
| Squadra 1                      | Totale | Squadra 2 | Andata | Ritorno |
| ------------------------------ | ------ | --------- | ------ | ------- |
| 26 maggio 2024 / 2 giugno 2024 |        |           |        |         |
| Lourosa                        | 1 - 3  | Feirense  | 1 - 0  | 0 - 3   |

### Verdetti
- Santa Clara, Nacional e AVS promosse in Primeira Liga 2024-2025.
- Länk Vilaverdense e Belenenses retrocesse in Terceira Liga 2024-2025.